# Vyšná Polianka
Vyšná Polianka je obec na Slovensku v okrese Bardejov ležící na hranici s Polskem. Žije zde 109 obyvatel, první písemná zmínka pochází z roku 1572.
Nachází se zde dřevěný řeckokatolický chrám svaté Paraskevy z roku 1919, který je národní kulturní památkou Slovenské republiky, a pravoslavný chrám svatého Petra a Pavla.